# جايسون فالكنر
جايسون فالكنر (بالإنجليزية: Jason Falkner)‏ هو موسيقي أمريكي، ولد في 2 يونيو 1968.

## وصلات خارجية
- الموقع الرسمي
- جايسون فالكنر على موقع IMDb (الإنجليزية)
- جايسون فالكنر على موقع ميوزك برينز (الإنجليزية)
- جايسون فالكنر على موقع أول ميوزيك (الإنجليزية)
- جايسون فالكنر على موقع ديسكوغز (الإنجليزية)